# Liste von Sakralbauten in Remseck am Neckar
Die Liste von Sakralbauten in Remseck am Neckar nennt Kirchengebäude, sonstige bestehende und ehemalige Sakralbauten sowie Friedhöfe im Stadtgebiet von Remseck am Neckar im Landkreis Ludwigsburg in Baden-Württemberg.

## Sakralbauten in Remseck am Neckar

### Christliche Kirchen und Gemeindezentren
Die römisch-katholischen Kirchen im Stadtgebiet von Remseck am Neckar gehören mit Ausnahme von jener im Stadtteil Pattonville zur Seelsorgeeinheit „Remseck mit Ludwigsburg-Poppenweiler“ im Dekanat Ludwigsburg innerhalb des Bistums Rottenburg-Stuttgart. Die evangelisch-lutherischen Kirchen im Stadtgebiet gehören wiederum mit Ausnahme von Pattonville zur Evangelischen Kirchengemeinde Remseck im Kirchenbezirk Ludwigsburg der Evangelischen Landeskirche in Württemberg. Die Evangelische Martinsgemeinde Kornwestheim und die katholische Pfarrgemeinde St. Martin Kornwestheim unterhalten paritätisch die Kirche im Remsecker Stadtteil Pattonville. Des Weiteren unterhält die Neuapostolische Kirchengemeinde Remseck eine Kirche sowie die evangelisch-methodistische Gemeinde Waiblingen-Hoheneck/Remseck ein Gemeindezentrum im Stadtteil Neckarrems.
| Name                             | Konfession        | Ort und Lage               | Bild            | Anmerkung |
| -------------------------------- | ----------------- | -------------------------- | --------------- | --- |
| St. Franziskus                   | r.-k.             | Hochdorf ⊙                 |                 | 1976 erbaut |
| Ökumenische Heilig-Geist-Kirche  | ev./r.-k.         | Pattonville ⊙              |                 | In den 1950er Jahren für die in Pattonville lebenden Angehörigen des US-Militärs erbaut, seit 1995 durch die evangelische und die römisch-katholische Kirchengemeinde Kornwestheims paritätisch genutzt |
| Margaretenkirche                 | ev.               | Aldingen ⊙                 |                 | Im spätgotischen Stil durch den Baumeister Hans von Ulm um 1500 gestaltete Residenzkirche der Herren von Kaltental mit Grabdenkmälern der Kaltentaler und weiteren Kunstwerken aus verschiedenen Epochen; die in Teilen auf ältere Bauwerke zurückgehende Kirche war zusammen mit dem Aldinger Schlössle Teil einer Burganlage |
| Martinskirche                    | ev.               | Neckargröningen ⊙          |                 | ehemalige Wehrkirche, im Kern älteste, erhaltene Kirche Remsecks mit Langhaus von etwa 1050, Reste von Seccomalereien aus dem 15. Jahrhundert, durch Peter von Lahn erbauter, gotische Chor von 1515 |
| Michael-Sebastianskirche         | ev.               | Neckarrems ⊙               |                 | Mit Giebelreiter nach Plänen von Johann Adam Groß dem Jüngeren |
| Gemeindehaus Neckarrems          | ev.-methodistisch | Neckarrems ⊙               |                 | |
| ehemalige Neuapostolische Kirche | neuapostolisch    | Aldingen (Lange Straße 16) |                 | 1978 erbaut an Stelle einer 1957 errichteten Kapelle, 2009 geschlossen |
| Neuapostolische Kirche           | neuapostolisch    | Neckarrems ⊙               |                 | 1971 geweiht |
| St. Nikolaus und Barbara         | r.-k.             | Hochberg ⊙                 |                 | 1971 erbaut mit Farbfenstern, Altar, Ambo und Altarkreuz nach Entwürfen von Rudolf Haegele |
| St. Petrus Canisius              | r.-k.             | Aldingen ⊙                 |                 | größter Sakralbau auf dem Stadtgebiet; 1966 geweiht; freistehender Turm; Fenster von Rudolf Haegele aus dem Jahr 1973 |
| Schlosskirche                    | ev.               | Hochberg ⊙                 |                 | Neugotische Kirche von 1854 mit Grabdenkmälern der Nothaft von Hohenberg aus dem Vorgängerbau |
| Versöhnungskirche                | r.-k.             | Neckarrems ⊙               |                 | 1975 erbaut |
| Wendelinskirche                  | ev.               | Hochdorf ⊙                 | Wendelinskirche | Mittelalterliche Kirche mit zum Kirchenschiff diagonal gestelltem Turm, 1275 erstmals erwähnt |

### Ehemalige jüdische Synagogen
Die ehemalige jüdische Synagoge im Stadtteil Hochberg besteht heute als Gedenk- und Begegnungsstätte. Drei weitere heute als reine Wohnhäuser genutzte Gebäude (eines davon im Stadtteil Hochberg und zwei im Stadtteil Aldingen) beherbergten zudem im 18. und 19. Jahrhundert Betsäle für die damaligen jüdischen Gemeinden in Aldingen und Hochberg.
| Name                                       | Ort und Lage | Bild | Anmerkung |
| ------------------------------------------ | ------------ | ---- | --- |
| Ehemalige Synagoge                         | Hochberg ⊙   |      | Klassizistisches Gebäude, 1828 fertiggestellt und bis 1907 als Synagoge genutzt; ab 1916 dann als evangelisch-methodistische Kirche genutzt, seit 2021 im Besitz des Vereins „Beth Shalom Remseck“       |
| Wohnhaus Hauptstrasse 30 („Alte Synagoge“) | Hochberg ⊙   |      | Von 1787 bis 1828 Haussynagoge für die jüdische Gemeinde Hochbergs |
| Wohnhaus Kirchstraße 15                    | Aldingen ⊙   |      | Von 1798 bis 1872 Haussynagoge für die jüdische Gemeinde Aldinges mit einem nicht mehr erhaltenen Betsaal in einem eigens dafür errichteten Anbau des Gebäudes                                           |
| Pfaffenhaus                                | Aldingen ⊙   |      | Ursprüngliches Pfarrhaus der Margaretenkirche, seit ungefähr 1730 Wohnhaus der ersten Juden in Aldingen, beherbergte von da an bis 1798 den ersten jüdischen Betsaal im heutigen Stadtgebiet von Remseck |

### Friedhöfe
Die sieben Friedhöfe auf dem Stadtgebiet sowie der ehemalige jüdische Friedhof werden durch die Stadt Remseck am Neckar verwaltet.
| Name                        | Ort und Lage      | Bild | Anmerkung |
| --------------------------- | ----------------- | ---- | --- |
| Friedhof Aldingen           | Aldingen ⊙        |      | 1597 wegen Seuchengefahr vom Kirchhof der Margaretenkirche als „Gottesacker“ an den Ortsrand verlegt und in den Jahren 1785, 1952 und 1980 erweitert; mit Aussegnungshalle aus dem 20. Jahrhundert  |
| Friedhof Hochberg           | Hochberg ⊙        |      | 1891 angelegter Friedhof mit Feierhalle |
| Alter Friedhof Hochdorf     | Hochdorf ⊙        |      | 1878 angelegter Friedhof mit offener Leichenhalle |
| Neuer Friedhof Hochdorf     | Hochdorf ⊙        |      | 1991 angelegter Friedhof mit Aussegnungshalle |
| Friedhof Neckargröningen    | Neckargröningen ⊙ |      | 1840 infolge zweier Epidemien angelegter und 1983 erweiterter Friedhof mit Aussegnungsgebäude |
| Alter Friedhof Neckarrems   | Neckarrems ⊙      |      | Kirchhof der Michael-Sebastianskirche |
| Neuer Friedhof Nekarrems    | Neckarrems ⊙      |      | 1980 angelegter Friedhof mit Aussegnungshalle und einem 2013 hierher versetztem Kriegerdenkmal von 1920                                                                                             |
| Jüdischer Friedhof Hochberg | Hochberg ⊙        |      | Ehemaliger jüdischer Friedhof von 1795, bis 1925 von den jüdischen Gemeinden in Hochberg und Aldingen sowie Zeitweise denen in Cannstatt und Ludwigsburg genutzt, mittlerweile als Denkmal gepflegt |